# 睫苞凤仙花
睫苞凤仙花（学名：Impatiens bracteata）为凤仙花科凤仙花属的植物。分布于印度、不丹等地，生长于海拔2,700米的地区，多生长在针阔混交林下，目前尚未由人工引种栽培。